# 377.ª Divisão de Infantaria (Alemanha)
A 377ª Divisão de Infantaria (em alemão:377. Infanterie-Division) foi uma unidade militar que serviu no Exército alemão durante a Segunda Guerra Mundial.

## Comandantes
| Comandante                      | Data                                            |
| ------------------------------- | ----------------------------------------------- |
| Generalleutnant Erich Bäßler    | 1 de abril de 1942 - 15 de dezembro de 1942     |
| Generalleutnant Adolf Lechner   | 15 de dezembro de 1942 - 29 de janeiro de 1943  |
| Generalleutnant Adolf Sinzinger | 29 de janeiro de 1943 - 25 de fevereiro de 1943 |

## Oficiais de operações
| Major Jürgen Schmidt | abril de 1942 — ? |

## Área de operações
| França                     | abril de 1942 - junho de 1942     |
| Frente Oriental, setor sul | junho de 1942 - fevereiro de 1943 |